# Gennaro Abbagnara
Gennaro Abbagnara (Napoli, 5 febbraio 1845 – Napoli, 22 febbraio 1914) è stato un pittore italiano.

## Biografia
Abbagnano frequentò l'Accademia di belle arti di Napoli, allievo del pittore romantico Giuseppe Mancinelli che influenzò il suo stile artistico. La sua pittura infatti, specialmente nei primi anni di attività, era caratterizzata dallo stile storico e romantico tipico del suo maestro, per poi evolversi verso la ricerca verista della pittura di genere, propria dell'ambiente pittorico della Napoli di quegli anni.
I suoi dipinti furono principalmente esposti alle mostre annuali della Società promotrice di belle arti "Salvator Rosa", dal 1872 fino al 1885. Espose anche all'Esposizione italiana di belle arti a Londra, nel 1888, e all'Esposizione d'arte italo-spagnola di Berlino.

## Opere
Opere nella Collezione d'arte della città metropolitana di Napoli
- Alla sorgiva
- Escursione mattutina sul mare campano, 1884[2]
- Una procurata sorpresa[3]

Altre opere
- Finché mi batte il cor, delizia e incanto Sian della vita mia l'amore e il canto
- Villeggianti romani da Baia a Pozzuoli, 1880
- In villeggiatura, 1883[2]
- Masaniello riceve la visita del cardinale Trivulzio, 1885
- Una dichiarazione d'amore avuta alla festa, 1885[1]